# Élections législatives de 1997 en Charente-Maritime
Les élections législatives françaises de 1997 se déroulent les 25 et 1er juin 1997. Dans le département de la Charente-Maritime, cinq députés sont à élire dans le cadre de cinq circonscriptions.

## Élus
| Circonscription | Député sortant      | Parti | Parti    | Député élu ou réélu | Parti | Parti    |
| --------------- | ------------------- | ----- | -------- | ------------------- | ----- | -------- |
| 1re             | Jean-Louis Léonard  |       | RPR      | Michel Crépeau      |       | PRS      |
| 2e              | Jean-Guy Branger    |       | UDF (AD) | Bernard Grasset     |       | PS       |
| 3e              | Xavier de Roux      |       | UDF (PR) | Jean Rouger         |       | PS       |
| 4e              | Dominique Bussereau |       | UDF (PR) | Dominique Bussereau |       | UDF (PR) |
| 5e              | Jean de Lipkowski   |       | RPR      | Didier Quentin      |       | RPR      |

## Résultats

### Résultats à l'échelle du département
| Parti          | Parti                              | Premier tour | Premier tour | Second tour | Second tour | Sièges |
| Parti          | Parti                              | Voix         | %            | Voix        | %           | Sièges |
| -------------- | ---------------------------------- | ------------ | ------------ | ----------- | ----------- | ------ |
|                | Parti socialiste                   | 41 619       | 16,84        | 79 734      | 30,31       | 2      |
|                | Parti radical-socialiste           | 35 271       | 14,27        | 57 476      | 21,85       | 1      |
|                | Parti communiste français          | 22 835       | 9,24         |             |             | 0      |
|                | Les Verts                          | 11 777       | 4,77         | 0           |             |        |
|                | Mouvement des citoyens             | 1 712        | 0,69         | 0           |             |        |
|                | Gauche plurielle                   | 113 214      | 45,81        | 137 210     | 52,16       | 3      |
|                |                                    |              |              |             |             |        |
|                | Union pour la démocratie française | 62 840       | 25,43        | 95 875      | 36,45       | 1      |
|                | Rassemblement pour la République   | 13 663       | 5,53         | 29 964      | 11,39       | 1      |
|                | La Droite indépendante             | 11 579       | 4,69         |             |             | 0      |
|                | Divers droite                      | 6 514        | 2,64         | 0           |             |        |
|                | Droite parlementaire               | 94 596       | 38,28        | 125 839     | 47,84       | 2      |
|                |                                    |              |              |             |             |        |
|                | Front national                     | 28 624       | 11,58        |             |             | 0      |
|                | Divers écologiste dont MÉI et GÉ   | 7 137        | 2,89         | 0           |             |        |
|                | Divers                             | 2 843        | 1,15         | 0           |             |        |
|                | Extrême gauche dont PT             | 698          | 0,28         | 0           |             |        |
|                |                                    |              |              |             |             |        |
| Inscrits       | Inscrits                           | 391 575      | 100,00       | 391 559     | 100,00      | 5      |
| Abstentions    | Abstentions                        | 130 046      | 33,21        | 113 225     | 28,92       |        |
| Votants        | Votants                            | 261 529      | 66,79        | 278 334     | 71,08       |        |
| Blancs et nuls | Blancs et nuls                     | 14 417       | 5,51         | 15 285      | 5,49        |        |
| Exprimés       | Exprimés                           | 247 112      | 94,49        | 263 049     | 94,51       |        |

### Résultats par circonscription

#### Première circonscription (La Rochelle)
| Candidat       | Candidat                | Parti          | Premier tour | Premier tour | Second tour | Second tour |  |
| Candidat       | Candidat                | Parti          | Voix         | %            | Voix        | %           |  |
| -------------- | ----------------------- | -------------- | ------------ | ------------ | ----------- | ----------- |  |
|                | Michel Crépeau élu      | PRS            | 21 870       | 42,81        | 31 495      | 59,57       |  |
|                | Françoise Clerc         | UDF (Rad)      | 13 602       | 26,62        | 21 377      | 40,43       |  |
|                | Jean-François Galvaire  | FN             | 5 225        | 10,23        |             |             |  |
|                | Esther Queneudec-Mémain | PCF            | 4 233        | 8,29         |             |             |  |
|                | Alain Moizeau           | Les Verts      | 2 155        | 4,22         |             |             |  |
|                | Éric Revel              | LDI (MPF)      | 1 898        | 3,72         |             |             |  |
|                | Jean-Louis Lorthios     | GÉ             | 715          | 1,40         |             |             |  |
|                | Jacques Dumerc          | PT             | 698          | 1,37         |             |             |  |
|                | Guy Huljack             | MÉI            | 576          | 1,13         |             |             |  |
|                | Eric Charieras          | PLN            | 113          | 0,22         |             |             |  |
|                | Georges Allain          | Divers         | 3            | 0,01         |             |             |  |
|                |                         |                |              |              |             |             |  |
| Inscrits       | Inscrits                | Inscrits       | 79 947       | 100,00       | 79 947      | 100,00      |  |
| Abstentions    | Abstentions             | Abstentions    | 26 942       | 33,7         | 24 820      | 31,05       |  |
| Votants        | Votants                 | Votants        | 53 005       | 66,3         | 55 127      | 68,95       |  |
| Blancs et nuls | Blancs et nuls          | Blancs et nuls | 1 917        | 3,62         | 2 255       | 4,09        |  |
| Exprimés       | Exprimés                | Exprimés       | 51 088       | 96,38        | 52 872      | 95,91       |  |

#### Deuxième circonscription (Rochefort)
| Candidat       | Candidat                 | Parti          | Premier tour | Premier tour | Second tour | Second tour |  |
| Candidat       | Candidat                 | Parti          | Voix         | %            | Voix        | %           |  |
| -------------- | ------------------------ | -------------- | ------------ | ------------ | ----------- | ----------- |  |
|                | Jean-Guy Branger sortant | UDF (AD)       | 14 931       | 31,52        | 23 691      | 46,93       |  |
|                | Bernard Grasset élu      | PS             | 12 877       | 27,18        | 26 791      | 53,07       |  |
|                | Michel Gauchou           | FN             | 5 367        | 11,33        |             |             |  |
|                | Alain Belly              | PCF            | 5 009        | 10,57        |             |             |  |
|                | Jean-Claude Chatelet     | Divers         | 2 727        | 5,76         |             |             |  |
|                | Alain Bucherie           | Les Verts      | 2 477        | 5,23         |             |             |  |
|                | Bernard Biron            | LDI (MPF)      | 1 804        | 3,81         |             |             |  |
|                | Yvan Poisbeau            | MÉI            | 1 329        | 2,81         |             |             |  |
|                | Jean-Luc Delcampo        | MDC            | 848          | 1,79         |             |             |  |
|                |                          |                |              |              |             |             |  |
| Inscrits       | Inscrits                 | Inscrits       | 75 798       | 100,00       | 75 785      | 100,00      |  |
| Abstentions    | Abstentions              | Abstentions    | 25 818       | 34,06        | 22 362      | 29,51       |  |
| Votants        | Votants                  | Votants        | 49 980       | 65,94        | 53 423      | 70,49       |  |
| Blancs et nuls | Blancs et nuls           | Blancs et nuls | 2 611        | 5,22         | 2 941       | 5,51        |  |
| Exprimés       | Exprimés                 | Exprimés       | 47 369       | 94,78        | 50 482      | 94,49       |  |

#### Troisième circonscription (Saintes)
| Candidat       | Candidat               | Parti          | Premier tour | Premier tour | Second tour | Second tour |  |
| Candidat       | Candidat               | Parti          | Voix         | %            | Voix        | %           |  |
| -------------- | ---------------------- | -------------- | ------------ | ------------ | ----------- | ----------- |  |
|                | Jean Rouger élu        | PS             | 16 504       | 34,00        | 28 790      | 54,86       |  |
|                | Xavier de Roux sortant | UDF (PR)       | 15 793       | 32,53        | 23 690      | 45,14       |  |
|                | Gilbert Gaillard       | FN             | 4 758        | 9,80         |             |             |  |
|                | Simone Rinaldi         | PCF            | 4 538        | 9,35         |             |             |  |
|                | Christian Couillaud    | Les Verts      | 2 452        | 5,05         |             |             |  |
|                | Patrick Chebroux       | LDI (MPF)      | 1 919        | 3,95         |             |             |  |
|                | René Binaud            | MÉI            | 1 720        | 3,54         |             |             |  |
|                | Xavier Boniface        | MDC            | 864          | 1,78         |             |             |  |
|                |                        |                |              |              |             |             |  |
| Inscrits       | Inscrits               | Inscrits       | 75 535       | 100,00       | 75 534      | 100,00      |  |
| Abstentions    | Abstentions            | Abstentions    | 24 075       | 31,87        | 20 221      | 26,77       |  |
| Votants        | Votants                | Votants        | 51 460       | 68,13        | 55 313      | 73,23       |  |
| Blancs et nuls | Blancs et nuls         | Blancs et nuls | 2 912        | 5,66         | 2 833       | 5,12        |  |
| Exprimés       | Exprimés               | Exprimés       | 48 548       | 94,34        | 52 480      | 94,88       |  |

#### Quatrième circonscription (Royan - Jonzac)
| Candidat       | Candidat                          | Parti          | Premier tour | Premier tour | Second tour | Second tour |  |
| Candidat       | Candidat                          | Parti          | Voix         | %            | Voix        | %           |  |
| -------------- | --------------------------------- | -------------- | ------------ | ------------ | ----------- | ----------- |  |
|                | Dominique Bussereau sortant réélu | UDF (PR)       | 18 514       | 37,35        | 27 117      | 51,07       |  |
|                | Philippe Callaud                  | PRS            | 13 401       | 27,04        | 25 981      | 48,93       |  |
|                | Gilles Bredillot                  | FN             | 6 586        | 13,29        |             |             |  |
|                | Michelle Carmousse                | PCF            | 4 878        | 9,84         |             |             |  |
|                | Claude Trong                      | LDI (MPF)      | 2 534        | 5,11         |             |             |  |
|                | Jack Lionet                       | Les Verts      | 2 272        | 4,58         |             |             |  |
|                | Christophe Bultel                 | MÉI            | 1 382        | 2,79         |             |             |  |
|                |                                   |                |              |              |             |             |  |
| Inscrits       | Inscrits                          | Inscrits       | 78 783       | 100,00       | 78 782      | 100,00      |  |
| Abstentions    | Abstentions                       | Abstentions    | 25 420       | 32,27        | 22 130      | 28,09       |  |
| Votants        | Votants                           | Votants        | 53 363       | 67,73        | 56 652      | 71,91       |  |
| Blancs et nuls | Blancs et nuls                    | Blancs et nuls | 3 796        | 7,11         | 3 554       | 6,27        |  |
| Exprimés       | Exprimés                          | Exprimés       | 49 567       | 92,89        | 53 098      | 93,73       |  |

#### Cinquième circonscription (Royan - Oléron)
| Candidat       | Candidat                  | Parti          | Premier tour | Premier tour | Second tour | Second tour |  |
| Candidat       | Candidat                  | Parti          | Voix         | %            | Voix        | %           |  |
| -------------- | ------------------------- | -------------- | ------------ | ------------ | ----------- | ----------- |  |
|                | Didier Quentin élu        | RPR            | 13 663       | 27,03        | 29 964      | 55,37       |  |
|                | Claude Billot-Zeller      | PS             | 12 238       | 24,21        | 24 153      | 44,63       |  |
|                | Pascal Markowsky          | FN             | 6 688        | 13,23        |             |             |  |
|                | Jean de Lipkowski sortant | diss. RPR      | 6 514        | 12,89        |             |             |  |
|                | Jacques Guiard            | PCF            | 4 177        | 8,26         |             |             |  |
|                | Claude Meunier            | MPF            | 3 424        | 6,77         |             |             |  |
|                | Réjane Grué               | Les Verts      | 2 421        | 4,79         |             |             |  |
|                | Paul Liénart              | MÉI            | 1 415        | 2,80         |             |             |  |
|                |                           |                |              |              |             |             |  |
| Inscrits       | Inscrits                  | Inscrits       | 81 512       | 100,00       | 81 511      | 100,00      |  |
| Abstentions    | Abstentions               | Abstentions    | 27 791       | 34,09        | 23 692      | 29,07       |  |
| Votants        | Votants                   | Votants        | 53 721       | 65,91        | 57 819      | 70,93       |  |
| Blancs et nuls | Blancs et nuls            | Blancs et nuls | 3 181        | 5,92         | 3 702       | 6,4         |  |
| Exprimés       | Exprimés                  | Exprimés       | 50 540       | 94,08        | 54 117      | 93,6        |  |